# Andrzej Zaniewski
Andrzej Zaniewski (ur. 13 kwietnia 1939 w Warszawie) – polski poeta, prozaik, autor tekstów piosenek.

## Życiorys
Ukończył historię sztuki na Uniwersytecie Warszawskim w 1964 r. Debiutował wierszami zamieszczanymi w Głosie Wybrzeża, w 1958 r. Współtworzył orientację poetycką Hybrydy. Autor wielu tomów poezji i prozy (znana powieść Szczur) przełożonych na ponad 30 języków. Wydał zbiory wierszy:
- Przed siebie
- Podróż
- Twarzą w twarz
- Poemat dzisiejszy
- Nadzieja przychodzi o zmierzchu.

Laureat Nagrody Czerwonej Róży (1966), nagrody im. W. St. Reymonta (1995) i in.
Jako autor piosenek debiutował w latach 60. XX wieku. Piosenki, m.in.:
- Mój warszawski dzień (wspólnie z J. Lewińskim, muz. W. Parzyński)
- Tylko w tangu (Ryszard Siwy)
- Impresja o zamku (Krzysztof Chromcewicz – obie wsp. z J. Lewińskim),
- Bitwa morska (Janusz Kruk),
- Pamięć i sen (Henryk Boskar).
- W roku 1979 wraz z Bogdanem Loeblem i Stanisławem Cejrowskim pod wspólnym pseudonimem Piotr Trojka napisał wiele piosenek o tematyce sportowej, które ukazały się na trzech płytach poświęconych letniej Olimpiadzie w Moskwie w 1980 roku. Były to "Żagiel Ziemi" Breakout, "Droga Ludzi" Skaldowie i "Na Brzegu Światła" Budka Suflera.[potrzebny przypis]

Według zasobów archiwalnych Instytutu Pamięci Narodowej od 19 kwietnia 1971 był tajnym współpracownikiem Służby Bezpieczeństwa ps. Witold Orłowski, pozyskany dobrowolnie do zagadnienia literackiego, do sprawy obiektowej.

## Odznaczenia
- Krzyż Oficerski Orderu Odrodzenia Polski (2002)[2]
- Brązowy Medal „Zasłużony Kulturze Gloria Artis” (2010)[3].